# Pass da Surcarungas
Der Pass da Surcarungas ⓘ ist ein Pass im Schweizer Kanton Graubünden mit einer Höhe von 2641 m ü. M.
Er liegt rund drei Kilometer südlich des Piz Curvér und etwa einen Kilometer nördlich des Gebirgsgrates Sur Carungas. Der Übergang verbindet die Gemeinden Ferrera im Westen und Surses im Osten mit einem Bergwanderweg. Mögliche Ausgangspunkte für eine Begehung sind Ausserferrera im Val Ferrera und Somtgant oberhalb von Parsonz im Oberhalbstein.